# محمود فوزی
محمود فوزی (تلفظ عربی مصری: [mæħˈmu:d ˈfæwzi]) (۱۹ سپتامبر ۱۹۰۰ – ۱۲ ژوئن ۱۹۸۱) نایب ریاست‌جمهوری مصر از ۱۶ ژانویه ۱۹۷۲ تا ۱۸ سپتامبر ۱۹۷۴ هنگام ریاست‌جمهوری انور سادات بود. او پیش از آن نخست‌وزیری و وزارت خارجه را نیز در این کشور به عهده داشته است.